# 聖克萊爾鎮區 (愛荷華州本頓縣)
聖克萊爾鎮區（英語：St. Clair Township）是位於美國愛荷華州本頓縣的一個行政鎮區。

## 地方資料
根據2010年美國人口普查的數據，聖克萊爾鎮區的面積為118.00平方千米，當中陸地面積為117.76平方千米，而水域面積為0.24平方千米。當地共有人口461人，而人口密度為每平方千米3.91人。